# Memphis xenippa
Espèce
Memphis xenippa est une espèce d'insectes lépidoptères (papillons) de la famille des Nymphalidae, de la sous-famille des Charaxinae et du genre Memphis.

## Dénomination
Memphis xenippa a été décrit par Arthur Hall (d) en 1935 sous le nom initial d'Anaea xenippa.
Synonyme : Memphis xenocles xenippa.

## Description
Memphis xenippa est un papillon aux ailes antérieures à bord costal bossu, au bord externe très légèrement concave et aux ailes postérieures chacune munie d'une queue.
Le dessus est noir avec une ornementation de taches bleu, en ligne marginale aux ailes postérieures, en ligne des cinq grosses taches bleu du bord costal au bord externe puis jusqu'à l'angle interne.
Le revers est marron marbré d'argenté.

## Écologie et distribution
Memphis xenippa est présent en Colombie,.

### Protection
Pas de statut de protection particulier.